# Preferens
För kortspelet Preferens, se Priffe.
En preferens är en förkärlek eller större uppskattning för ett alternativ framför ett annat. Detta koncept används inom flera områden, såsom ekonomi, psykologi och filosofi, för att förstå och förklara människors val och beslut. Preferenser kan vara individuella eller kollektiva och kan påverkas av olika faktorer som kultur, erfarenheter och personliga värderingar. Inom ekonomin analyseras preferenser för att förutsäga konsumentbeteenden och marknadstrender, medan inom filosofin undersöks de för att förstå moral och etiska beslut.
- Wiktionary har ett uppslag om preferens.